# Drin

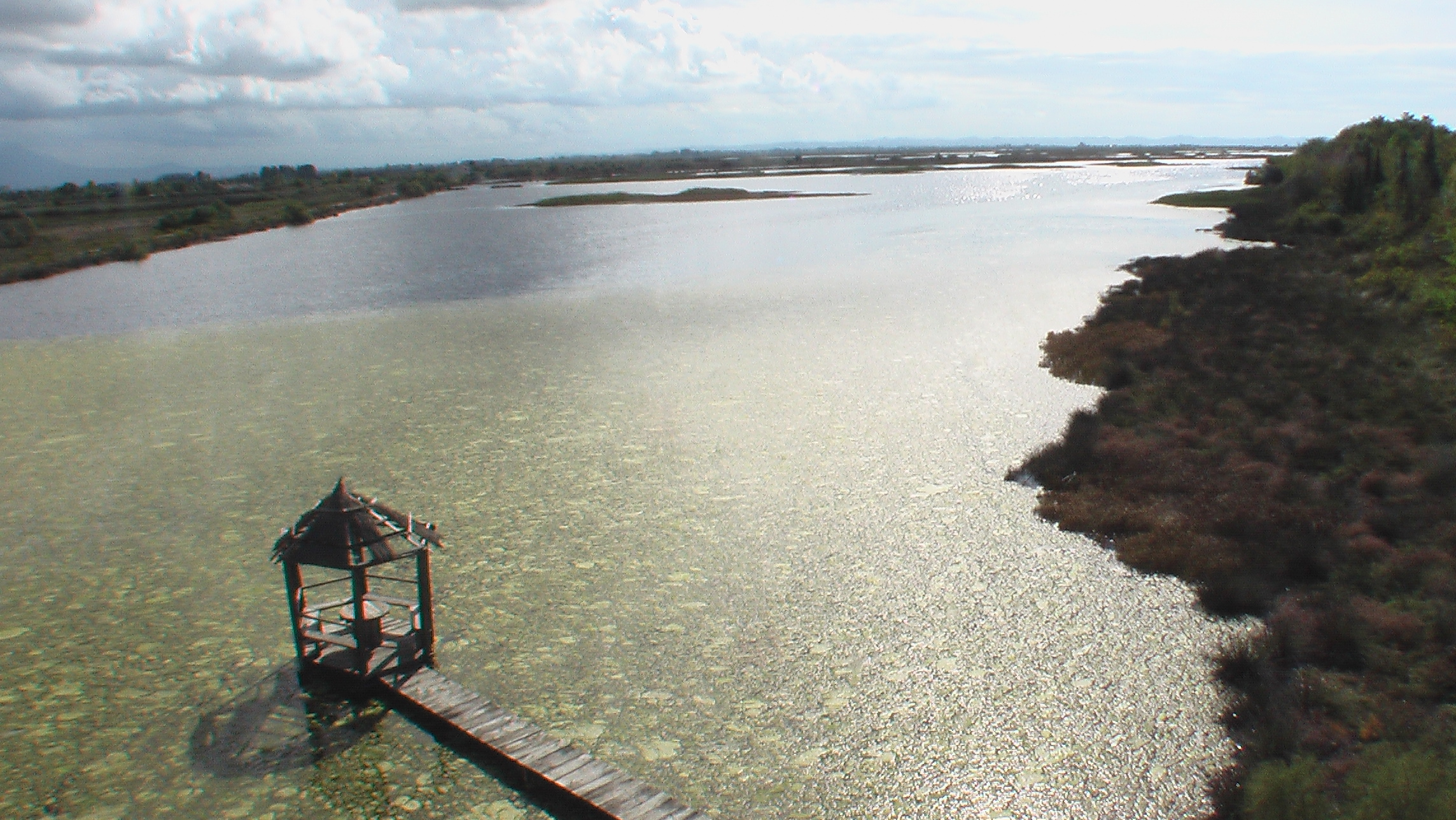
La réserve naturelle Kunë-Vain-Tale, dans le delta du Drin.

Le Drin est le plus long fleuve d'Albanie avec une longueur totale de 335 km[réf. nécessaire].

## Origine
Le Drin naît de la confluence du Drin blanc et du Drin noir, près de la ville de Kukës dans l'est de l'Albanie. De cette confluence jusqu'à son embouchure dans la mer Adriatique, il mesure 160 km. Cependant en comptant le Drin blanc il mesurerait 335 km. Le Drin noir (Crn Drim en macédonien, Drini i Zi en albanais) est originaire de la région du lac d'Ohrid et arrose la Macédoine du Nord et l'Albanie. Le Drin blanc prend sa source au nord de la ville de Peja, au Kosovo.

## Parcours

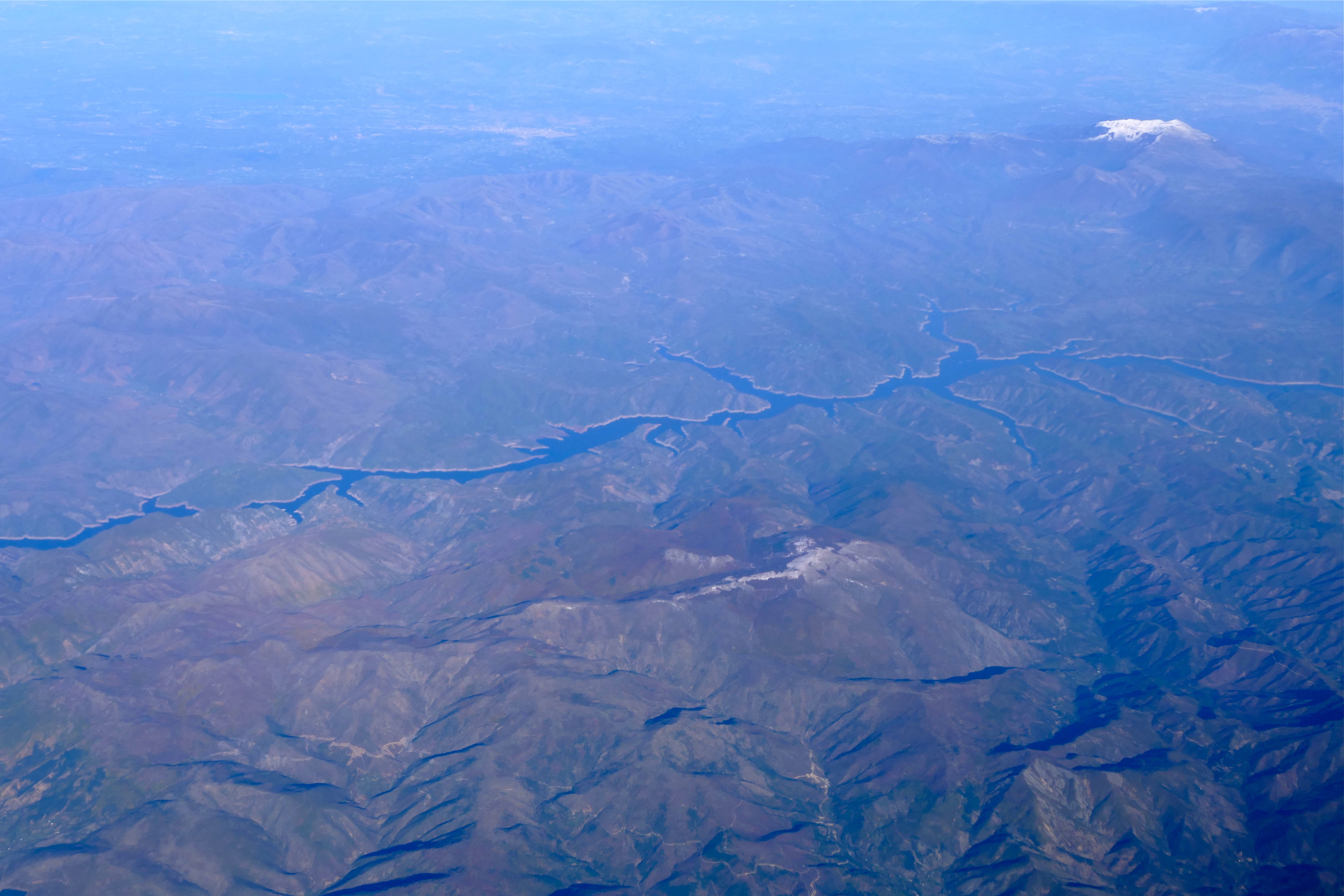
Vue aérienne du Drin (lac de Fierza).

Dès le Kosovo (Dobrušte), traversant la frontière à Morina, le Drin a été transformé en une succession de trois lacs artificiels par les barrages de Fierza, Koman et Vau i Dejës. Le lac de Fierza (en albanais Liqeni i Fierzës) est grossièrement orienté est-ouest, laissant Kukës sur sa rive gauche (sud). Celui de Koman (Liqeni i Komanit) est orienté nord-sud, et le lac de Vau i Dejës (Liqeni i Vaut të Dejës) est d'abord orienté  est-ouest, puis nord-sud.
À Mjeda, après Vau i Dejës, le Drin entre dans la région de Shkodra où se divise en deux branches :  
- L'une se jette dans la mer Adriatique  au sud de la baie du Drin (Pellg i Drinit) au sud-ouest de la ville de Lezha  après être passée par Bushat, Mabë, Gjadër puis Lezha. Pour rejoindre l'Adriatique passée Lezha elle traverse une zone de marais littoraux, où se trouve l'île Kunë.
- L'autre branche rejoint la Bojana, émissaire du lac de Shkodra, juste après Rozafa et Bahçallëk au sud de Shkodra ; elle est beaucoup plus courte (15 km) mais n'en est pas moins appelée Grand Drin (Drini i Madh en albanais) parce que son débit (320 m3/s) est nettement supérieur à celui de l'autre branche.

Cette division inhabituelle est le produit d'une grande inondation qui, en 1858, a modifié le cours du Grand Drin, qui auparavant s'écoulait tout entier vers la mer dans ce qui n'est plus que son bras secondaire.

## Économie
Le Drin est très important pour l'économie albanaise, notamment pour sa production d'électricité. Les trois barrages construits sur son cours produisent la plupart de l'électricité du pays. Le lac artificiel de Fierza est le plus grand d'Albanie avec une superficie de 73 km2. Le lac de Vau i Dejës est le deuxième plus grand, avec 25 km2.
La mise en route de la centrale électrique de Fierza a causé une certaine controverse dans les années 1980 : sans avoir obtenu aucun accord, le gouvernement albanais avait ordonné la mise en eau du réservoir, qui a inondé certaines zones frontalières du Kosovo, lequel faisait alors partie de la Yougoslavie. Le gouvernement yougoslave a protesté, mais aucune solution n'a été trouvée. C'est pourquoi le lac de Fierza comporte une petite extension sur le territoire du Kosovo.

## Faune et flore
Le Drin et les zones de montagne dans lesquelles il coule possèdent une flore et une faune d'une grande diversité. Récemment, de nombreuses espèces de poissons ont été introduites, tels que des sandres d'Europe du Nord qui est un prédateur des populations endémiques de poissons.

## Sources
- (en) Cet article est partiellement ou en totalité issu de l’article de Wikipédia en anglais intitulé « Drin River » (voir la liste des auteurs).